# مونا فرجاد
مونا فرجاد (زاده ۲۵ فروردین ۱۳۶۳ تهران) بازیگر سینما و تلویزیون اهل ایران است.

## زندگی
فرجاد ۲۵ فروردین ۱۳۶۳ در تهران متولد شد. پدرش جلیل فرجاد و خواهرش مارال فرجاد از بازیگران سینما و تلویزیون ایران هستند. فرجاد فارغ‌التحصیل رشتهٔ اقتصاد نظری است و فعالیت سینمایی خود را در مقام بازیگری از سال ۱۳۸۲ با بازی در سریال مزرعهٔ آفتابگردان آغاز کرد. وی که علاوه بر بازیگری در کار دوبله نیز فعالیت دارد از دو سالگی با بازی در مجموعهٔ بهاران (محصول ۱۳۶۵) به همراه پدرش بازیگری را شروع نمود و سپس در چندین فیلم و سریال نقش کودک را ایفا نمود.

## فیلم‌شناسی

### سینمایی
- آقای زالو [۳] (۱۴۰۳)
- ساعت ۶ صبح (۱۴۰۲)
- پسران دریا (۱۴۰۰)
- چپ راست (۱۳۹۸)
- تلخ مثل هویج (۱۳۹۸)
- خداحافظ دختر شیرازی (۱۳۹۷)
- چهار انگشت (۱۳۹۷)
- ماهورا (۱۳۹۵)
- دختران هرزه (۱۳۹۴)
- قرار بعدی همان‌جا (۱۳۹۲)[نیازمند منبع]
- متل قو (۱۳۹۱)
- راز فانوس (۱۳۹۱)[نیازمند منبع]
- عاشق (۱۳۸۵)

### مجموعه تلویزیونی
| سال       | نام مجموعه         | کارگردان                       | شبکه پخش‌کننده / مناسب    |
| --------- | ------------------ | ------------------------------ | ------------------------ |
| ۱۳۷۴      | لحظه‌های آشنا       | مجتبی یاسینی                   | شبکه ۱/مناسبتی رمضان     |
| ۱۳۷۵      | روزهای پرماجرا     | مجتبی یاسینی                   | شبکه ۱/مناسبتی رمضان     |
| ۱۳۸۰      | حجر بن عدی         | تاجبخش فنائیان                 | شبکه ۱                   |
| ۱۳۸۱      | دیروز، امروز، فردا | مسعود شاه محمدی                | شبکه تهران               |
| ۱۳۸۱      | خوش‌رکاب            | علی شاه حاتمی                  | شبکه ۱/نوروز ۱۳۸۲        |
| ۱۳۸۲      | مزرعه آفتابگردان   | فریدون حسن پور                 | شبکه ۱                   |
| ۱۳۸۲      | دایره تردید        | امیر قویدل                     | شبکه ۱                   |
| ۱۳۸۳      | خوش غیرت           | علی شاه حاتمی                  | شبکه ۱/پخش در نوروز ۱۳۸۴ |
| ۱۳۸۵      | تا صبح             | مجید جوانمردمحمدعلی باشه آهنگر | شبکه تهران               |
| ۱۳۸۵      | سلام               | محمدرضا فرزین                  | شبکه تهران               |
| ۱۳۸۶      | خواستگاران         | گلاب آدینه                     | شبکه ۱                   |
| ۱۳۸۷      | خسته دلان          | سیروس الوند                    | شبکه ۱                   |
| ۱۳۸۸      | دفتر مشق           | کریم سربخش                     | شبکه قرآن                |
| ۱۳۸۹-۱۳۹۰ | ساختمان پزشکان     | سروش صحت                       | شبکه ۳                   |
| ۱۳۹۰      | تقدیر              | عبدالرضا فیروزان               | شبکه ۳                   |
| ۱۳۹۱      | پایتخت ۲           | سیروس مقدم                     | شبکه۱/نوروز ۱۳۹۲         |
| ۱۳۹۴      | خاتون              | مرتضی آتشی زمزم                | شبکه تهران               |
| ۱۳۹۵      | آرام می‌گیریم       | روح‌الله سهرابی                 | شبکه ۲                   |
| ۱۳۹۷      | ستاره‌های حیران     | فرزاد فره وشی                  | شبکه نمایش خانگی         |
| ۱۴۰۱      | شبکه مخفی زنان     | افشین هاشمی                    | شبکه نمایش خانگی         |
| ۱۴۰۲      | داوینچیز           | افشین هاشمی                    | شبکه نمایش خانگی         |

### تئاتر[نیازمند منبع]
- تراس(۱۳۹۸)
- وقتی خروس غلط می‌خواند (۱۳۹۷)
- پرواز به تاریکی (۱۳۹۷)
- کلنل (۱۳۹۶)
- شیرهای خان بابا سلطنه (۱۳۹۶)
- خداحافظی نکن (اجرا جشنواره فجر) (۱۳۸۹)

.اتاقی در هتل (۱۴۰۲)